# Лорен Калварія
Лорен Калварія (англ. Lauren Kalvaria; нар. 29 серпня 1980) — колишня американська тенісистка.
Найвищу одиночну позицію світового рейтингу — 323 місце досягла 4 серпня, 2003, парну — 285 місце — 8 грудня, 2003 року.
Здобула 3 парні титули.

## Фінали ITF
| Легенда         |
| --------------- |
| Турніри $25,000 |
| Турніри $10,000 |

### Одиночний розряд: 2 (0–2)
| Результат | Ранг | Дата          | Турнір                                     | Покриття | Суперниця       | Рахунок       |
| --------- | ---- | ------------- | ------------------------------------------ | -------- | --------------- | ------------- |
| Поразка   | 1.   | 1 липня 2001  | Едмонд (Оклахома), США                     | Тверде   | Сара Вокер      | 6–7(4), 2–6   |
| Поразка   | 2.   | 9 червня 2002 | Гілтон-Гед-Айленд (Південна Кароліна), США | Тверде   | Габріела Ластра | 6–0, 4–6, 2–6 |

### Парний розряд: 6 (3–3)
| Результат | Ранг | Дата            | Турнір                         | Покриття | Партнерка        | Суперниці                         | Рахунок       |
| --------- | ---- | --------------- | ------------------------------ | -------- | ---------------- | --------------------------------- | ------------- |
| Поразка   | 1.   | 11 липня 1999   | Едмонд (Оклахома), США         | Тверде   | Габріела Ластра  | Кім Грант Стефані Мейбрі          | 4–6, 1–6      |
| Перемога  | 1.   | 1 серпня 1999   | Балтимор, США                  | Тверде   | Марі-Ев Пеллетьє | Candice De La Torre Надя Джонстон | 7–6, 6–3      |
| Поразка   | 2.   | 6 серпня 2000   | Гаррісонсбург (Вірджинія), США | Ґрунт    | Габріела Ластра  | Фудзівара Ріка Сінді Вотсон       | 4–6, 7–5, 5–7 |
| Перемога  | 2.   | 30 червня 2002  | Едмонд (Оклахома), США         | Тверде   | Габріела Ластра  | Satomi Kinjo Юка Йосіда           | 6–1, 6–4      |
| Поразка   | 3.   | 4 серпня 2002   | Ванкувер, Канада               | Тверде   | Габріела Ластра  | Аманда Огастус Рената Колбовіч    | 5–7, 5–7      |
| Перемога  | 3.   | 14 вересня 2003 | Пічтрі-Сіті (Джорджія), США    | Тверде   | Джессіка Ленгофф | Аманда Огастус Мелані Маруа       | 4–6, 6–3, 6–1 |